# Districte de Le Val-de-Ruz

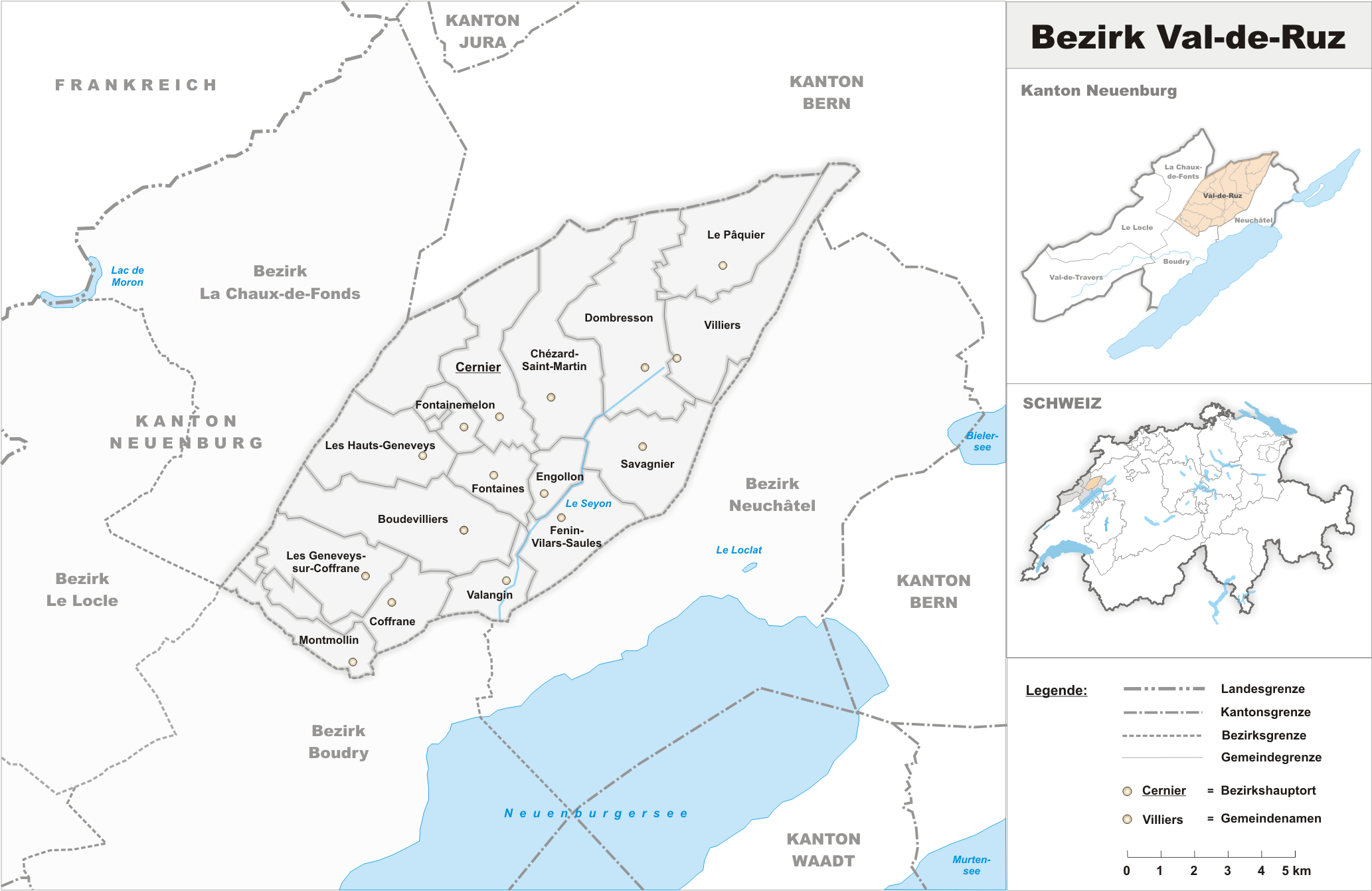
El districte de Le Val-de-Ruz

El districte de Le Val-de-Ruz és un dels sis districtes del cantó de Neuchâtel (Suïssa). Té una població de 15475 habitants (cens de 2007) i una superfície de 128,02 km². Està format per 16 municipis i el cap del districte és Cernier.

## Municipis
- Boudevilliers
- Cernier
- Chézard-Saint-Martin
- Coffrane
- Dombresson
- Engollon
- Fenin-Vilars-Saules
- Fontainemelon
- Fontaines
- Le Pâquier
- Les Geneveys-sur-Coffrane
- Les Hauts-Geneveys
- Montmollin
- Savagnier
- Valangin
- Villiers